# Hilara pulchella
Hilara pulchella är en tvåvingeart som först beskrevs av Frey 1952. Hilara pulchella ingår i släktet Hilara och familjen dansflugor.
Artens utbredningsområde är Myanmar. Inga underarter finns listade i Catalogue of Life.